# Дикая (приток Луптюга)
Дикая — река в России, протекает по Даровскому району Кировской области и Октябрьскому району Костромской области. Устье реки находится в 10 км от устья Луптюга по левому берегу. Длина реки составляет 11 км.
Исток реки расположен у деревни Большой Лом в 36 км к северо-западу от посёлка Даровской. Река течёт на юго-восток, в среднем течении река перетекает из Кировской в Костромскую область. Ниже границы областей на правом берегу деревня Южаки. Впадает в Луптюг выше посёлка Луптюг.

## Данные водного реестра
По данным государственного водного реестра России относится к Верхневолжскому бассейновому округу, водохозяйственный участок реки — Ветлуга от истока до города Ветлуга, речной подбассейн реки — Волга от впадения Оки до Куйбышевского водохранилища (без бассейна Суры). Речной бассейн реки — (Верхняя) Волга до Куйбышевского водохранилища (без бассейна Оки).
Код объекта в государственном водном реестре — 08010400112110000040878.